# Mescoules
Mescoules – miejscowość i gmina we Francji, w regionie Nowa Akwitania, w departamencie Dordogne.
Według danych na rok 1990 gminę zamieszkiwały 144 osoby, a gęstość zaludnienia wynosiła 30 osób/km² (wśród 2290 gmin Akwitanii Mescoules plasuje się na 1032. miejscu pod względem liczby ludności, natomiast pod względem powierzchni na miejscu 1437.).